# Марсей-ан-Бовези (кантон)

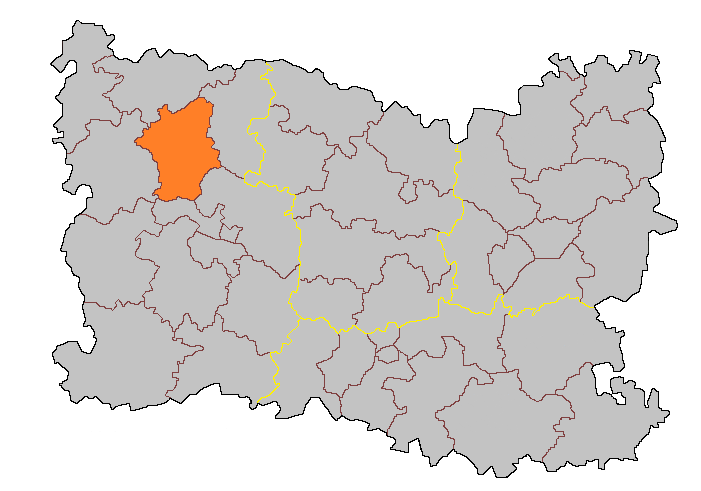
Кантон Марсей-ан-Бовези на карте департамента Уаза

Марсей-ан-Бовези (фр. Marseille-en-Beauvaisis) — упраздненный кантон во Франции, регион Пикардия, департамент Уаза. Входил в состав округа Бове.
В состав кантона входили коммуны (население по данным Национального института статистики за 2010 г.):
- Аши (347 чел.)
- Бликур (312 чел.)
- Боньер (155 чел.)
- Виллер-сюр-Боньер (163 чел.)
- Годешар (344 чел.)
- Ла-Невиль-Во (177 чел.)
- Ла-Невиль-сюр-Удей (343 чел.)
- Лию (375 чел.)
- Марсей-ан-Бовези (1 230 чел.)
- Мийи-сюр-Терен (1 698 чел.)
- От-Эпин (292 чел.)
- Писслё (424 чел.)
- Превилле (181 чел.)
- Ротуа (259 чел.)
- Руа-Буасси (338 чел.)
- Сент-Омер-ан-Шоссе (1 322 чел.)
- Удей (255 чел.)
- Фонтен-Лаваганн (451 чел.)
- Этомений (221 чел.)

## Экономика
Структура занятости населения:
- сельское хозяйство — 13,5 %
- промышленность — 12,5 %
- строительство — 12,1 %
- торговля, транспорт и сфера услуг — 25,4 %
- государственные и муниципальные службы — 36,5 %

## Политика
На президентских выборах 2012 г. жители кантона отдали в 1-м туре Марин Ле Пен 29,3 % голосов против 27,1 % у Николя Саркози и 20,9 % у Франсуа Олланда, во 2-м туре в кантоне победил Саркози, получивший 56,4 % голосов (2007 г. 1 тур: Саркози — 35,3 %, Сеголен Руаяль — 18,4 %; 2 тур: Саркози — 61,6 %). На выборах в Национальное собрание в 2012 г. по 1-му избирательному округу департамента Уаза они поддержали действующего депутата, кандидата партии Союз за народное движение Оливье Дассо, получившего 47,5 % голосов в 1-м туре и 62,2 % голосов — во 2-м туре.
|  | Кандидат      | Партия                  | % голосов |
|  | ------------- | ----------------------- | --------- |
|  | Даниель Бишоп | Прочие правые           | 53,12     |
|  | Изабель Дюбю  | Социалистическая партия | 46,88     |

|  | Кандидат      | Партия                  | % голосов |
|  | ------------- | ----------------------- | --------- |
|  | Даниель Бишоп | Прочие правые           | 56,7      |
|  | Изабель Дюбю  | Социалистическая партия | 43,3      |